# Liste der Monuments historiques in Pindray
Die Liste der Monuments historiques in Pindray führt die Monuments historiques in der französischen Gemeinde Pindray auf.

## Liste der Bauwerke
| Bezeichnung        | Beschreibung | Standort | Kennzeichnung | Schutzstatus | Datum | Bild           |
| ------------------ | ------------ | -------- | ------------- | ------------ | ----- | -------------- |
| Château de Prunier | Schloss      | (Lage)   | PA00105579    | Inscrit      | 1973  | weitere Bilder |

## Liste der Objekte
- Monuments historiques (Objekte) in Pindray in der Base Palissy des französischen Kultusministeriums